# Tipula (Mediotipula) siebkei
Tipula (Mediotipula) siebkei is een tweevleugelige uit de familie langpootmuggen (Tipulidae). De soort komt voor in het Palearctisch gebied.